# Parvicursor remotus
Parvicursor remotus Karhu and Rautian, 1996 è un piccolo dinosauro teropode, appartenente agli Alvarezsauridae. Visse nel Cretaceo superiore (Campaniano - Santoniano, tra 84,9 e 70,6 milioni di anni fa) e i suoi resti fossili sono stati ritrovati in Mongolia. È uno dei più piccoli dinosauri mesozoici conosciuti.

## Descrizione

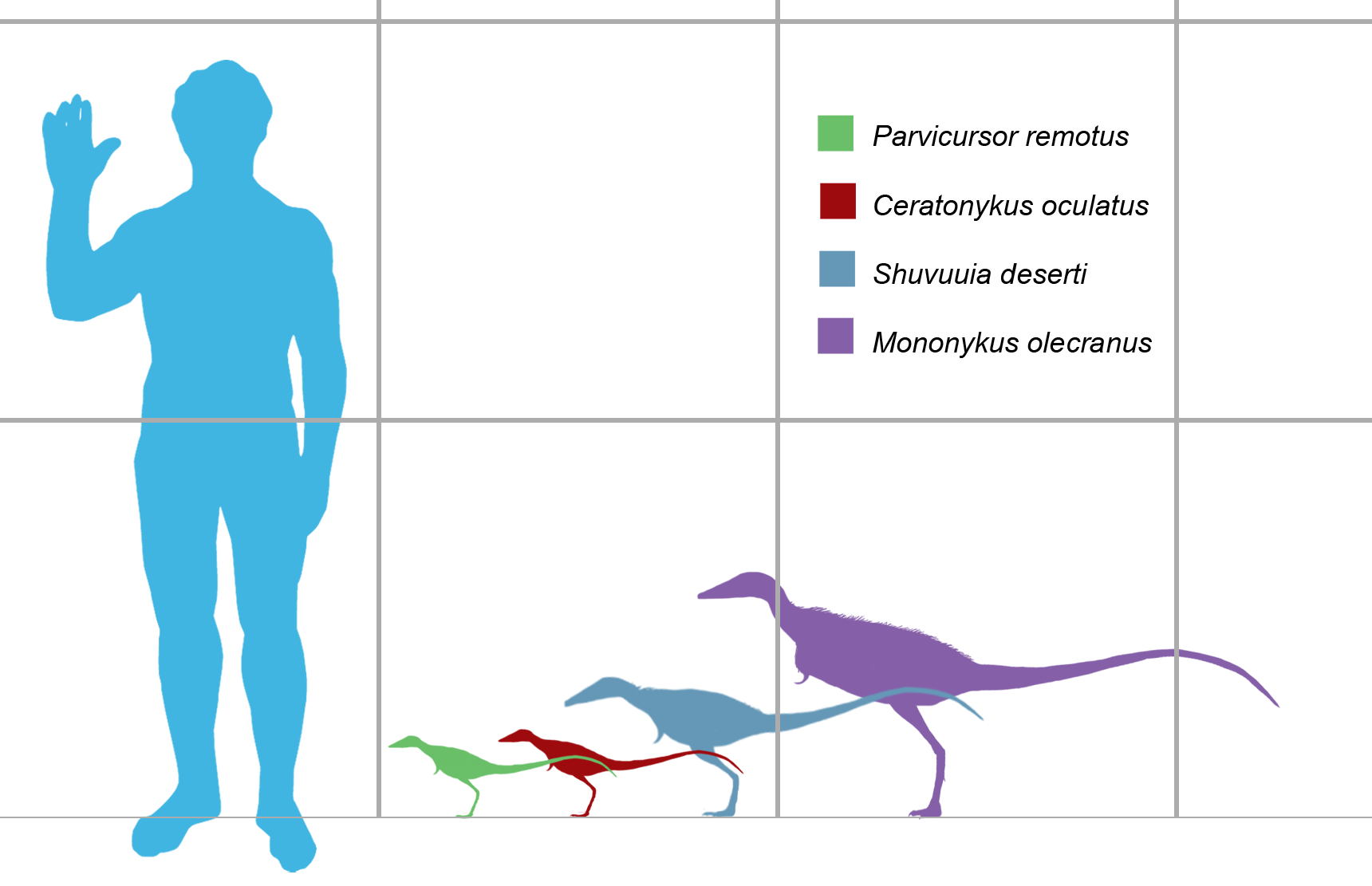
Dimensione del Parvicursor remotus (in verde) rispetto ad un uomo

Questo piccolo dinosauro è noto per uno scheletro molto incompleto, comprendente alcune vertebre, una pelvi parziale e alcune ossa delle zampe posteriori. Dal raffronto con altri animali simili (Mononykus, Shuvuuia) si suppone che Parvicursor non superasse i 40 centimetri di lunghezza e che raggiungesse a malapena il peso di un chilogrammo e mezzo allo stadio adulto. Il femore era lungo solo 5 centimetri. Si suppone che, come tutti gli alvarezsauri, possedesse arti anteriori molto corti e robusti, dotati di un grosso dito rigido e fornito di un artiglio. Le zampe posteriori, invece, erano eccezionalmente lunghe e adatte alla corsa.

## Paleobiologia
Le zampe posteriori allungate di Parvicursor indicano che questo minuscolo dinosauro era un veloce corridore (il nome generico, infatti, significa proprio "piccolo corridore"). Se, come probabile, le zampe anteriori fossero state corte e fornite di un artiglio potente, è poco plausibile che Parvicursor se ne servisse per difesa, ma piuttosto per scavare nel terreno alla ricerca di cibo (forse insetti).

## Tassonomia
Descritto per la prima volta nel 1996, Parvicursor è stato ritrovato nella zona di Khulsan, in Mongolia. Questo dinosauro è stato attribuito agli alvarezsauridi, un gruppo di dinosauri di piccola taglia strettamente imparentati con gli uccelli, rinvenuti principalmente in Asia in terreni del Cretaceo superiore. Parvicursor, in particolare, dà il nome a una sottofamiglia di alvarezsauri (Parvicursorinae) altamente specializzati.
Due esemplari di minuscoli alvarezsauri provenienti anch'essi dal Campaniano della Mongolia potrebbero appartenere a una nuova specie di Parvicursor; nella prima descrizione (Suzuki et al., 2002) questi esemplari erano stati attribuiti a giovani di Shuvuuia (un altro alvarezsauro vissuto negli stessi luoghi), ma uno studio successivo (Longrich e Currie, 2009) ha messo in luce varie caratteristiche dello scheletro (ossa del polso e ossa pelviche fuse) che potrebbero essere compatibili solo con esemplari adulti.